# 1135년

## 연호
- 남송(南宋) 소흥(紹興) 5년
- 금(金) 천회(天會) 13년
- 일본(日本) 조쇼(長承) 4년 / 호엔(保延) 원년
- 서하(西夏) 대덕(大德) 원년
- 리 왕조(李朝) 티엔쯔엉바오뜨(天彰寶嗣) 3년

## 기년
- 남송(南宋) 고종(高宗) 9년
- 금(金) 태종(太宗) 13년 / 희종(熙宗) 원년
- 고려(高麗) 인종(仁宗) 13년
- 서하(西夏) 숭종(崇宗) 50년
- 리 왕조(李朝) 신종(神宗) 8년

## 사건
- 묘청의 서경천도운동이 발발함. 그러자 김부식은 정지상과 백수한, 묘청을 살해함.

## 사망
- 고려(高麗)의 명사(名士) 정지상(鄭知常)
- 고려(高麗)의 승려(僧侶) 묘청(妙淸)